# Medetera jacula
Medetera jacula är en tvåvingeart som först beskrevs av Fallen 1823.  Medetera jacula ingår i släktet Medetera och familjen styltflugor. Arten är reproducerande i Sverige. Inga underarter finns listade i Catalogue of Life.

## Bildgalleri

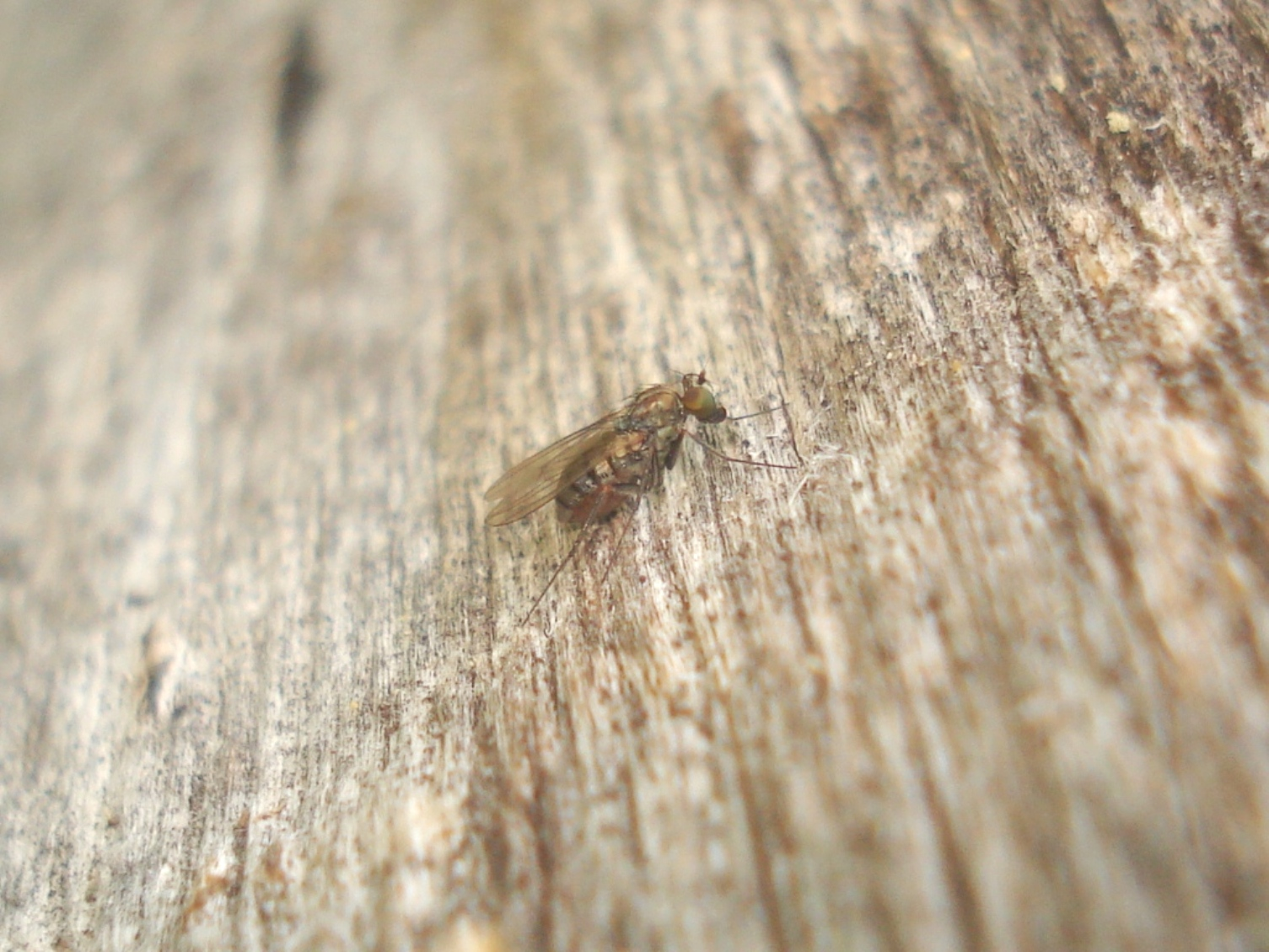